# Вачаго (Новара)
Вачаго је насеље у Италији у округу Новара, региону Пијемонт.
Према процени из 2011. у насељу је живело 123 становника. Насеље се налази на надморској висини од 486 м.